# Cornelio Malvasia
Cornelio Malvasia, marqués de Bismantova (1603-1664), fue un aristócrata italiano, patrocinador de la astronomía y militar.

## Biografía
Malvasia nació en 1603, en el seno de una familia aristocrática y fue el primo de Carlo Cesare Malvasia.

### Carrera militar
Durante las Guerras de Castro, lideró la caballería del Papa contra el duque de Parma. Además, estableció una relación cercana con los sobrinos del papa Urbano VIII y sus cartas y ublicaciones llevaron el emblema de Barberini, tres abejas. Su primo Carlo se reunió más tarde en Roma con el cardenal Marzio Ginetti, de la familia Berberini.
Pese a la rivalidad entre el Ducado de Módena con el de Parma en las guerras ya mencionadas, Malvasia se convirtió en el asesor militar de Alfonso IV d'Este, duque de Módena. Más tarde fue nombrado mariscal del ejército francés en Italia, cuando Francesco II d'Este (luego duque de Módena) era general de dicho ejército. En 1656 visitó París y recibió honores del rey Luis XIV de Francia —una oensión de 400 luises anuales por su cargo de mariscal y un broche de diamantes del cardenal Mazarin.

### Patrocionador de la astronomía
A lo largo de su carrera militar, Malvasia mantuvo un interés fuerte en astronomía, óptica e ingeniería. Posiblemente, contribuyó a la creación del retículo cross-hairs en la década de 1620, aunque generalmente se da el crédito a Robert Hooke por esto. Malvasia fue elegido senador de Bolonia y mandó a iniciar la construcción del observatorio privado Panzano a principios de la década de 1640.
En 1645, Malvasia invitó a Giovanni Domenico Cassini a Bolonia y le ofreció un puesto en su observatorio, que ya estaba por finalizarse. La mayor parte de sus actividades consistía en calcular nuevas y mejores efemérides con propósitos astrológicos empleando los métodos y la tecnología astronómica más avanzada de la época. Diecisiete años más tarde, en 1662, su trabajo colaborativo Ephemerides novissimae motuum coelestium fue publicado por Malvasia. Estuvo dedicado al cardenal Giulio Cesare Sacchetti, nominado dos veces por Antonio Barberini como el candidato francés para papa, e incluyó una dedicatoria laudatoria en la que Malvasia afirmaba que podía rastrear la ascendencia de Sachetti hasta los dioses de la Antigua Roma. Malvasia mantuvo correspondencia con otros astrónomos contemporáneos acerca del desarrollo de nuevos métodos.